# Cerodontha versicolor
Cerodontha versicolor är en tvåvingeart som beskrevs av Ipe 1971. Cerodontha versicolor ingår i släktet Cerodontha och familjen minerarflugor. Inga underarter finns listade i Catalogue of Life.